# Kajdacs
Kajdacs è un comune dell'Ungheria centro-meridionale di 1 384 abitanti (dati 2008). È situato nella contea di Tolna.